# 平原东站
平原东站位于中华人民共和国山东省德州市平原县王凤楼镇，是石济客运专线上的高铁站，2017年12月28日开通启用，由济南铁路局管辖。

## 歷史
- 2017年12月28日开通启用。

## 外部連結
- 中国铁路客户服务中心 （页面存档备份，存于）